# Yusuf-Muri Adewunmi
Yusuf-Muri Adewunmi (Hamburg, NSZK, 1982. november 5. –) nigériai–német labdarúgó, aki jelenleg a Budapest Honvéd játékosa.
Adewunmi nigériai bevándorló és német anya gyermekeként született Hamburgban, s ott is kezdett el futballozni a St. Pauliban. 2003-ban Thomas Doll javaslatára került a város első számú csapatához a Hamburger SV-hez, ahol a harmadosztályú tartalékcsapatban szerepelt. Eleinte támadó középpályásként játszott, majd fokozatosan került hátrébb. Három év után igazolt el a kikötővárosiaktól, s Düsseldorfba igazolt.
Mindössze egy szezont töltött el a piros-fehéreknél, és légiósnak állt. Az előtte évben még BL-ban is szereplő pozsonyi Artmediához szerződött, ahol már védőként számítottak rá. Pozsonyban viszont nem tudta beverekedni magát a kezdőcsapatba, fél év alatt mindössze 70 percet játszott.
A szlovákokkal 2007 telén szerződést bontott, s Magyarországra érkezett próbajátékra. 2007. december 5-én pályára lépett a REAC elleni Ligakupa mérkőzésen, ami után hazautazott. A Honvéd vezetőit azonban ezen az egy mérkőzésen is sikerült meggyőzni, így 2007 decemberében leigazolta a Honvéd. 
Igazolt játékosként először a Debrecen elleni vesztes Magyar Ligakupa mérkőzésen játszott, a bajnokságban csak kispadra került.

## Külső hivatkozások
- Játékosprofil a transfermarkt.de-n
- Játékosprofil a hlsz.hu-n

1. ↑  (német) abendblatt.de: Fortuna Düsseldorf verpflichtet Yusuf-Muri Adewunmi vom HSV II, 2006. július 27.
2. ↑  honvedfc.hu: Adewunmi Honvéd-játékos lett, 2007. december 21.